# Bisdom Bauchi
Het bisdom Bauchi (Latijn: Dioecesis Bauchiana) is een rooms-katholiek bisdom in het noordoosten van Nigeria met als zetel Bauchi (kathedraal van Saint-John). Het is een suffragaan bisdom van het aartsbisdom Jos en werd opgericht in 2003. 
Het bisdom is ontstaan uit het apostolisch vicariaat Bauchi dat in 1996 werd opgericht. In 2003 werd het verheven tot een bisdom en de eerste bisschop was John Francis Moore, S.M.A.. In 2015 telde het bisdom 23 parochies. Het bisdom heeft een oppervlakte van 66.102 km2 en telde in 2016 6.884.000 inwoners waarvan maar 1,2% rooms-katholiek was. In 2019 telde het bisdom 51 priesters, 18 kloosterlingen en 25 priesterkandidaten. 
Op Kerstmis 2018 werden in het bisdom zes kerken aangevallen en vernield door de islamitische extremisten van Boko Haram.

## Bisschoppen
- John Francis Moore, S.M.A. (2003-2010)
- Malachy John Goltok (2011-2015)
- Hilary Nanman Dachelem, C.M.F. (2017- )

Jos (aartsbisdom) · Bauchi · Jalingo · Maiduguri · Pankshin · Shendam · Wukari · Yola